# Eagles Live
Eagles Live är ett livealbum av den amerikanska rockgruppen Eagles. Det släpptes i november 1980 som en dubbel-LP.
Merparten av låtarna kommer från slutskedet av 1980 års turné med bandet. De splittrades direkt efter turnén men var skyldiga skivbolaget ytterligare ett album. Livealbumet mixades av Glenn Frey och Don Henley, de båda träffades dock inte under arbetets gång utan höll sig på varsin kust. Det skulle dröja flera år innan bandmedlemmarna åter försonades och detta är det sista nyinspelade material som de släppte fram till Hell Freezes Over 1994.

## Låtlista

### Skiva 1
Sida 1
1. "Hotel California" (Don Felder, Glenn Frey, Don Henley) – 6:55
2. "Heartache Tonight" (Glenn Frey, Don Henley, Bob Seger, J.D. Souther) – 4:35
3. "I Can't Tell You Why" (Glenn Frey, Don Henley, Timothy B. Schmit) – 5:24

Sida 2
1. "The Long Run" (Glenn Frey, Don Henley) – 5:35
2. "New Kid in Town" (Glenn Frey, Don Henley, J.D. Souther) – 5:45
3. "Life's Been Good" (Joe Walsh) – 9:38

### Skiva 2
Sida 1
1. "Seven Bridges Road" (Steve Young) – 3:25
2. "Wasted Time" (Glenn Frey, Don Henley) – 5:40
3. "Take It to the Limit" (Glenn Frey, Don Henley, Randy Meisner) – 5:20
4. "Doolin-Dalton (Reprise II)" (Jackson Browne, Glenn Frey, Don Henley, J.D. Souther) – 0:44
5. "Desperado" (Glenn Frey, Don Henley) – 4:04

Sida 2
1. "Saturday Night" (Glenn Frey, Don Henley, Bernie Leadon, Randy Meisner) – 3:55
2. "All Night Long" (Joe Walsh) – 5:40
3. "Life in the Fast Lane" (Glenn Frey, Don Henley, Joe Walsh) – 5:10
4. "Take It Easy" (Jackson Browne, Glenn Frey) – 5:20

## Medverkande
Eagles
- Don Felder – gitarr, sång
- Glenn Frey – gitarr, keyboard, sång
- Don Henley – trummor, percussion, sång
- Randy Meisner – basgitarr, sång (1976-show)
- Timothy B. Schmit – basgitarr, sång (1980-show)
- Joe Walsh – gitarr, keyboard, sång

Bidragande musiker
- Jage Jackson – rytmgitarr, percussion
- Phil Kenzie – saxofon
- Vince Melamed – piano
- The Monstertones – bakgrundssång
- J. D. Souther – sång, akustisk gitarr
- Joe Vitale – piano, orgel, trummor, percussion